# James D. Foley
James David Foley (Pensilvânia, 20 de julho de 1942) é um cientista da computação e pesquisador da computação gráfica estadunidense.
Foi eleito membro da Academia Nacional de Engenharia dos Estados Unidos, 2008, "por contribuições para o estabelecimento dos campos de computação gráfica e interação humano-computador".

## Publicações selecionadas
- Foley, James; A. van Dam; S. Feiner; J. Hughes (1995). Computer Graphics: Principles and Practice 2nd C ed. Reading, MA, USA: Addison-Wesley. p. 1174
- ——; ——; ——; ——; R. Phillips (1993). Introduction to Computer Graphics. Reading, MA, USA: Addison-Wesley. p. 559
- ——; ——; ——; —— (1990). Computer Graphics: Principles and Practice. Reading, MA, USA: Addison-Wesley. p. 1174
- ——; —— (1982). Fundamentals of Interactive Computer Graphics. Reading, MA, USA: Addison-Wesley (IBM Systems Programming Series). p. 664